# メンタリスト シーズン1
『メンタリスト』のシーズン1はアメリカ合衆国のCBSで2008年9月23日から2009年5月19日にかけて全23話が放送された。日本では2010年5月26日からスーパー!ドラマTVで放送された。

## 登場人物と配役
括弧内は日本語吹き替え担当

### メイン
- パトリック・ジェーン
  - 演：サイモン・ベイカー（郷田ほづみ
- テレサ・リズボン
  - 演：ロビン・タニー（加納千秋）
- キンボル・チョウ
  - 演：ティム・カン（喜山茂雄）
- ウェイン・リグスビー
  - 演：オウェイン・イオマン（江川央生）
- グレース・ヴァンペルト
  - 演：アマンダ・リゲッティ（斉藤佑圭）

### リカーリング
- ヴァージル・ミネッリ
  - 演：グレゴリー・イッツェン（秋元羊介）- 7エピソード
- マルシア・ウォレス
  - 演：ジョネル・ケネディ（英語版） - 2エピソード

### ゲスト
- シェフ
  - 演：エリック・ストーンストリート「赤毛と銀色のテープ」
  - 殺人犯
- トーマス・マカリスター保安官
  - 演：ザンダー・バークレー「赤毛と銀色のテープ」
- ブレット・パートリッジ
  - 演：ジャック・プロトニック（英語版）「レッド・ジョンの影」
- クリスティーナ・フライ
  - 演：レスリー・ホープ「朱をそそぐ」
- ロザリンド・ハーカー
  - 演：アリシア・ウィット「レッド・ジョンの足跡」

## エピソード
| 通算 話数 | シーズン 話数 | タイトル                                        | 監督                         | 脚本                           | 放送日         | 製作 番号 | U.S.視聴者数 (百万人) |
| --- | ------------- | ----------------------------------------------- | ---------------------------- | ------------------------------ | -------------- | --------- | --------------------- |
| 1 | 1             | "レッド・ジョンの影" "Pilot"                    | デヴィッド・ナッター         | ブルーノ・ヘラー               | 2008年9月23日  | 276040    | 15.60                 |
| パームスプリングスでゴルフプロの妻とその主治医が殺害される事件が発生し、カリフォルニア州捜査局（CBI）が捜査に乗り出すこととなった。CBIの顧問で鋭い観察眼を持つ探偵であるパトリック・ジェーンは、規律を重んじる上級捜査官テレサ・リズボンと、そのチームである捜査官キンブル・チョウ、ウェイン・リグスビー、新人捜査官グレース・ヴァンペルトらと共に事件の真相を追う。今回の事件は、被害者の血で描かれた赤いスマイルマークという犯人の犯行サインが、かつてジェーンの妻と娘を殺害した連続殺人犯「レッド・ジョン」の手口と一致していたため、ジェーンにとって特別な意味を持つものであった。しかしながら、捜査が進むにつれてジェーンのメンタリストとしての技能は、真犯人が「レッド・ジョン」に罪をなすりつけようとしていると告げ、そのためチームは愛人関係にあったゴルフプロ、兄の妻と関係を持っていた弟、資金を横領していた医師の共同経営者といった他の容疑者たちにも注目する必要があった。チームはジェーンの型破りな手法に疑問を抱くこともあったが、彼と協力することで事件解決に近づけることを理解していたのである。 |               |                                                 |                              |                                |                |           |                       |
| 2 | 2             | "赤毛と銀色のテープ" "Red Hair and Silver Tape" | デヴィッド・ナッター         | ブルーノ・ヘラー               | 2008年9月30日  | 3T7801    | 15.48                 |
| 18歳の少女の遺体がナパ郡北部のブドウ畑で発見され、銀色のダクトテープを使い赤毛の女性を誘拐する性的捕食者を捜すため、CBIチームが呼び出される。被害者が働いていたレストランから失踪するまでのタイムラインを作成した結果、容疑者はその夜レストランにいた人物に絞られる。物的証拠は、被害者を迎えに来たドラッグディーラーのボーイフレンドを指し示すが、ジェーンのメンタリストとしての直感はシェフを怪しいと睨む。疑惑を証明するため、ジェーンはリズボンに内緒で、ヴァンペルトをおとりにした潜入作戦を仕掛け、犯人を誘い出そうとする。だがヴァンペルトにしつこく話しかけるマカリスター保安官に、リグスビーが殴りかかりそうになる。作戦が計画通りに進まなかったことで、ジェーンはシェフとその妻という二人の殺人犯に遭遇し、さらに二人は別の赤毛の女性を捕らえ、ダクトテープで縛り猿ぐつわをしている現場に巻き込まれてしまい、窮地から抜け出さねばならなくなる。 |               |                                                 |                              |                                |                |           |                       |
| 3 | 3             | "赤潮" "Red Tide"                               | デヴィッド・M・バレット      | アシュリー・ゲイブル           | 2008年10月14日 | 3T7803    | 14.94                 |
| 州立ビーチに高校生の少女の遺体が打ち上げられ、パトリック・ジェーンとチームは、カリフォルニアらしいサーフィンの世界に飛び込むことになる。肺から検出されたのは海水ではなく排水溝の水で、別の場所で溺死させられた後、海に遺棄されたことが判明する。被害者は最後に、海辺での焚き火パーティに参加していた4人のサーファー仲間と一緒にいるのを目撃されており、その場所は近くコンドミニアム建設予定地になっていたことからジェーンは、彼らが事件について何かを隠していると推測する。やがて、建設現場の警備員が殺害されてコンクリートの塊に隠されていた、死因は少女と同じ夜に発生していたことが判明すると、ジェーンは心理的な罠を仕掛け、彼ら同士を争わせて真相を引き出し、そして、4人全員が罪を共有していたという衝撃の事実が明らかになる。 |               |                                                 |                              |                                |                |           |                       |
| 4 | 4             | "紅の涙" "Ladies in Red"                        | クリス・ロング               | ゲイリー・グラスバーグ         | 2008年10月21日 | 3T7802    | 15.28                 |
| CBIチームは拷問を受けたうえで、自宅の隠された「セーフルーム」に閉じ込められて発見された裕福な投資銀行家の殺人事件を捜査する。追悼式でジェーンは未亡人に軽く言い寄り、被害者が多くの秘密を抱えていた人物であることを聞き出す。捜査を進めるうち、彼が郊外の妻と若い愛人という二重生活を送りながら、顧客から数百万ドルを横領し、秘密の場所に隠していたことが判明する。チームは犯人が金を狙っていると疑うが、その推測は、被害者の娘が金の隠し場所と引き換えに誘拐されたことで裏付けられる。ジェーンは妻と愛人のどちらが怪しいかを探るため、子供と金のどちらを優先するかという心理的な罠を仕掛ける。その結果、愛人は子供のもとへ走り、妻は金のもとへ走った。 |               |                                                 |                              |                                |                |           |                       |
| 5 | 5             | "アカスギの森" "Redwood"                        | ジョン・ベーリング           | アンディ・ブッシェル           | 2008年10月28日 | 3T7804    | 16.07                 |
| 地元の高速道路沿いの人気のない製材業の町近くで、2人の行方不明少女（ニコール・ギルバートとその親友カーラ・パルマー）に関係する血まみれの車が放置されているのが見つかり、CBIが捜査に呼ばれる。現場に到着したジェーンは、車の下から刺殺されたカーラを発見するが、ニコールの姿はない。捜索の結果、ニコールはガソリンスタンドで血まみれの状態で発見され、殺害に使われた凶器を持っていたが、その晩の記憶はまったくなかった。はたして彼女は親友を殺したのか？ジェーンは、ニコールが無実で記憶が遮断されているだけだと確信し、彼女が恐怖の夜を再体験せざるを得ない状況を仕組む。記憶がよみがえり、ジェーンと共に真犯人を特定していく中で、リズボンは意図せず単独で犯人と対峙することになる。 |               |                                                 |                              |                                |                |           |                       |
| 6 | 6             | "冷血" "Red Handed"                             | クリス・ロング               | エリカ・グリーン・スワフォード | 2008年11月11日 | 3T7807    | 16.57                 |
| CBIは右手がカリフォルニア州とネバダ州の境界線にまたがって発見された、リゾートカジノの運営マネージャーであるジェームズ・マイヤー殺害の捜査に呼び出される。これはマフィアの暗殺なのか、それとも誰かがメッセージを送ろうとしたのか？リズボンとチームがマイヤーの商取引を調査する一方で、ジェーンはフロアのプレイヤーを観察しながら、カードゲームでメンタリストの才能を発揮して天才プレイヤーとして活躍してチップを稼ぐ。最終的にジェーンはマイヤーの義理の息子が堕落したギャンブラーであるという秘密の生活を探り当て、かれのギャンブルへの執着を利用して真相を聞き出す。 |               |                                                 |                              |                                |                |           |                       |
| 7 | 7             | "朱をそそぐ" "Seeing Red"                       | マーサ・ミッチェル           | ゲイリー・グラスバーグ         | 2008年11月18日 | 3T7808    | 15.84                 |
| チームは、裕福なカリフォルニアの相続人ローズマリー・テナントがひき逃げで殺害された事件を捜査するが、彼女の死は事故が起きる直前に霊能者クリスティーナ・フライ（レスリー・ホープ）によって予言されていた。常に懐疑的なジェーンはその予言を笑い飛ばし、霊能者が偽物であり殺人犯であることを証明しようと躍起になる。しかしCBIがローズマリーの遺言が変更されようとしていたことを突き止めると、遺産から外されそうになっていた素行不良のティーンエイジャーの息子、彼女の年下の愛人、そして受取人に名を連ねていた常に付き添うクリスティーナにも疑いの目が向けられる。真犯人を捕えるため、ジェーンはローズマリーの“愛する人々”を集めた降霊会を開き、彼らはそれをクリスティーナがペテン師を暴くための場だと思っているが、実際には犯人を炙り出すための罠であった。 |               |                                                 |                              |                                |                |           |                       |
| 8 | 8             | "赤信号" "The Thin Red Line"                    | マット・アール・ビーズレイ   | ケン・ウッドラフ               | 2008年11月25日 | 3T7806    | 15.93                 |
| 麻薬事件の州側証人とその恋人（パトリス・マティガン）がモーテルの一室で射殺される。CBI（捜査局）はこの一大事件に介入する。地元警察は、証人抜きでは裁判が成立しないため、麻薬事件で起訴されている売人が殺害の黒幕だと疑うが、ジェーンはパトリスこそが本当の標的だったと推測する。パトリスに焦点を当てた捜査の結果、彼女がベテラン警官と不倫関係にあった可能性が浮上し、その関係を隠すために警官が彼女を殺害したのではないかと考えられる。しかし証拠が食い違ったため、チームは偽の張り込み作戦を仕掛け、最終的に真犯人を捕らえるとともに、この殺人の背後にある悲劇的な真実を明らかにする。 |               |                                                 |                              |                                |                |           |                       |
| 9 | 9             | "真っ赤な炎" "Flame Red"                        | チャールズ・ビーソン         | アシュリー・ゲイブル           | 2008年12月2日  | 3T7810    | 18.74                 |
| ジェーンとチームは、放火で殺害された退役した州兵のリッチ・ガルシアの殺人事件を捜査するために小さな農村に向かう。リッチの元同僚で退役軍人のデイブ・マーティンが数年前に自宅火災で死亡したことを知ったチームは、同じくリッチの部隊出身の町の警察署長に事情聴取に向かうが、そこで彼の家が炎上しているのを発見する。部隊の隊員4人のうち3人が火災で死亡したため、CBIはさらに捜査を進め、デイブが干ばつに見舞われた農村にとって金よりも価値のある無限の水が供給されていたことを仲間の兵士たちが彼のために購入した土地に発見したことを突き止める。デイブが利益の分配を拒否したため、彼の「仲間」たちは彼の家に火を放った。証拠は唯一の生き残り兵士、ベン・マチャドを指し示しているが、誰かが彼に火をつけようとしたため、チームは、彼らが追っている殺人犯は貪欲ではなく、デイブ殺害の復讐を企んでいることに気付く。 |               |                                                 |                              |                                |                |           |                       |
| 10 | 10            | "赤レンガの虚栄" "Red Brick and Ivy"            | パリス・バークレイ           | ヨーガン・マホニー             | 2008年12月16日 | 3T7805    | 19.31                 |
| レイランド大学の第一線の科学研究者アレックス・ネルソンが毒殺され急死し、主要容疑者で被害者の元妻ソフィー・ミラーが、かつてジェーンの主治医だった人物だったことからジェーンはこの事件に個人的な関心を持つ。ソフィーはジェーンが妻と娘を失い精神的に苦しんでいた時期に支えとなり、ジェーンはその恩義を返そうとしている。ソフィーに不利な証拠が積み重なっていくが、ジェーンはソフィーとアレックスが取り組んでいた数百万ドル規模の行動科学研究プロジェクトに着目し、最終的にその研究が詐欺であったことを突き止める。評判と巨額の資金が危機に瀕する中、ジェーンとチームは、詐欺を隠すために殺人を厭わなかった真犯人を見つけ出さねばならない |               |                                                 |                              |                                |                |           |                       |
| 11 | 11            | "レッド・ジョンの友人" "Red John's Friends"     | ジョン・ポルソン             | ブルーノ・ヘラー               | 2009年1月6日   | 3T7809    | 19.62                 |
| ジャレッド・レンフルー（トッド・スタッシュウィック）は、家族の家政婦の娘を殺害した罪で終身刑（25年から終身）に服している受刑者だが、レッド・ジョンに関する情報を持っており、自分の無実を証明してくれるならそれを明かすとジェーンに連絡する。 ミネッリは事件の再捜査に反対するが、真相を知る必要があるジェーンはCBIを辞め、チームの他のメンバーも彼を助けるために1週間の停職処分を受ける。 レンフルー家の事情を調べるうちにジェーンは、ジャレッドの母親が、ジャレッドが家政婦の娘と恋愛関係にあり、その娘が夫の不倫相手との間の子であることを知ったため、殺害してジャレッドに罪を着せたという衝撃的な事実を突き止める。 母親の自白によってジャレッドは釈放されるが、レッド・ジョンについて何も明かさないまま姿を消す。 CBIがメキシコで彼を追跡したときには、すでにレッド・ジョンが先手を打っており、ジャレッドが持っていた情報に関する暗号めいた言葉だけが残されていた。 |               |                                                 |                              |                                |                |           |                       |
| 12 | 12            | "レッド・ラム 〜殺人" "Red Rum"                 | ディーン・ホワイト           | アンディ・ブッシェル           | 2009年1月13日  | 3T7811    | 18.07                 |
| 有望な高校アメフト選手コーディ・エルキンスの遺体が、ペンタクルと燃えるろうそくのそばで発見され、CBIは自称本物の魔女が犯人だと疑う。魔女タムジン・ダヴは、コーディが自分の飼い猫を殺したため、彼に死の呪いをかけたことを認めるが、傷つけたわけではないと誓う。コーディの両親はタムジンが有罪だと信じるが、コーディが弟ブラッドを「じゃれあい」で病院送りにしたという病院記録と、ブラッドの隠れ家にあったペンタクルから、弟が報復として兄を殺した可能性が浮かび上がる。しかし、ブラッドはメンタリストの罠にはまらず、代わりに父親が引っかかったことで、家族内虐待とコーディ殺害の真相が明らかになる。 |               |                                                 |                              |                                |                |           |                       |
| 13 | 13            | "血塗られた絵画" "Paint it Red"                 | デヴィッド・M・バレット      | ヨーガン・マホニー             | 2009年1月18日  | 3T7812    | 16.39                 |
| ジェーンとCBIのチームは、石油王A.P.ケイドのオフィスの壁から5千万ドルの絵画が盗まれ、さらに彼の義理の息子が近くで死体となって発見された事件を受け、美術の世界へと足を踏み入れる。一見すると義理の息子ハリー・ラシュリーが強盗に加担していたように見えるが、ジェーンはそうではないと考え、A.P.の娘スティーヴィーは、夫の無実を証明してほしいとジェーンに懇願する。チームが真犯人と盗まれた絵画を追う中で、彼らはさまざまな容疑者と遭遇するが、そこにはA.P.に依頼され盗まれた絵画の複製を描いた贋作画家、美術品購入を富裕層に斡旋する副業を持つキュレーター、そして元々その絵画を落札しようとしてA.P.に競り負けたロシアの犯罪的石油王が含まれていた。 |               |                                                 |                              |                                |                |           |                       |
| 14 | 14            | "真紅の情熱" "Crimson Casanova"                 | レスリー・リンカ・グラッター | ケン・ウッドラフ               | 2009年2月10日  | 3T7813    | 19.70                 |
| CBIは、地元のナンパ師ポール・フリッケとの性的な密会の後に射殺された富豪の妻クレア・ウルコット殺害事件の捜査を依頼される。ポールは何年もかけて独自の疑似メンタリスト的手法を磨き、それを用いて女性を誘惑し、数千ドルを引き出していた。 証拠から、クレアの支配的な夫が不倫を知っていた可能性が浮かび、動機も見えてくるが、CBIがポールに捨てられた地元女性たちを多数尋問すると、容疑者の範囲は広がる。最終的にチョウが潜入捜査を行い、ジェーンの助けを得て、ポールのナンパ手法の一部を駆使し、犯人を捕らえるが、それはポールの元恋人ではなく、彼が夜な夜な女性を弄ぶ様子を見続けてきた人物であった。 |               |                                                 |                              |                                |                |           |                       |
| 15 | 15            | "口紅のメッセージ" "Scarlett Fever"             | ポール・ホラハン             | エリカ・グリーン・スワフォード | 2009年2月17日  | 3T7814    | 18.23                 |
| あるカントリークラブが、女王蜂的存在であったスカーレット・マルケーサが、自宅で開かれたカクテルパーティーの席上で（殺鼠剤によって）毒殺される事件によって揺れ動く。パーティーの出席者や、スカーレットが会長を務めていたクラブの女性委員会の理事たちへの事情聴取を経て、CBIはこのコミュニティが不倫や薬物乱用といった秘密に満ちていることを突き止める。スカーレットは自宅で宝飾品販売会を開いていたが、それは実際にはダイエット薬、鎮静剤、鎮痛剤などを販売するための隠れ蓑であった。経済不況の中、スカーレットは体裁を保ち、家族を守るためにあらゆる手段を講じようとしており、それが最終的に彼女の殺害へとつながった。 |               |                                                 |                              |                                |                |           |                       |
| 16 | 16            | "血眼" "Bloodshot"                              | クリス・ロング               | ゲイリー・グラスバーグ         | 2009年3月17日  | 3T7815    | 15.49                 |
| ジェーンに送られた爆破予告が単なる訓練ではなく、株式仲買人ジェームズ・メディナの残忍な殺人事件であることが判明し、CBIが動揺する。爆発の結果としてジェーンは視力を喪失し、自分が次の標的であることに気づく。なぜ、そして誰が背後にいるのかを突き止めるために、ジェーンとチームはジェーンの元顧客を調べ、彼の行動がもたらした結果のいくつかに立ち向かわなければならない。 |               |                                                 |                              |                                |                |           |                       |
| 17 | 17            | "狙われたカーネリアン" "Carnelian Inc."         | ケヴィン・ダウリング         | ブルーノ・ヘラー               | 2009年3月24日  | 3T7816    | 17.62                 |
| 大企業に対する匿名のキャンペーンが、特定の時間と場所で殺人を予告する脅迫から始まる。貪欲と裏切りが、ジェーンを一団のアルファ男性金融家たちと対立させる。CBIはシエラ・ネバダ山麓の奥地にある企業保養所で発生した一連の殺人事件を捜査する。 |               |                                                 |                              |                                |                |           |                       |
| 18 | 18            | "血染めのジャガイモ" "Russet Potatoes"          | ノベルト・バーバ             | アシュリー・ゲイブル           | 2009年3月31日  | 3T7817    | 16.96                 |
| ジャガイモの袋を運んでいると思い込んだ男が、死体を警察に持ち込む。ジェーンとCBIのチームは、人を催眠術で殺害する黒幕を追跡する中で、様々なトランス状態や逆トランス状態に遭遇する。 |               |                                                 |                              |                                |                |           |                       |
| 19 | 19            | "12本の赤いバラ" "A Dozen Red Roses"            | レスリー・リンカ・グラッター | アンディ・ブッシェル           | 2009年4月7日   | 3T7818    | 16.92                 |
| ジェーンとチームは、映画プロデューサー殺害事件の捜査のためにハリウッドに向かう。ゲストスターのレベッカ・リグはサイモン・ベイカーの実生活での妻である。 |               |                                                 |                              |                                |                |           |                       |
| 20 | 20            | "レッド・ソース" "Red Sauce"                    | アダム・ケイン               | ヨーガン・マホニー             | 2009年4月28日  | 3T7819    | 17.11                 |
| マフィアの一員で情報提供者だったエド・ディドリクソン、通称エディ・ルッソが、川辺で頭部に銃弾を受けて死亡しているのが発見される。捜査を進める中で、エディは証人保護プログラムの対象であったにもかかわらず、10代の少女にマリファナを密売し、連邦保安官の一人と不倫関係にあったことが判明した。一方、ジェーンはマフィアのボス、サンティーノ・バッタリアと共にゴルフコースで独自の捜査を進め、エディのゴルフを手伝いながら彼の過去を探っていく。 |               |                                                 |                              |                                |                |           |                       |
| 21 | 21            | "ミス・レッド" "Miss Red"                       | マーサ・ミッチェル           | ケン・ウッドラフ               | 2009年5月5日   | 3T7820    | 16.68                 |
| CBIは、ソフトウェア会社ガイア・マトリックスのCEO兼創設者であるジム・ガルブランドの失踪事件を捜査するため、高級港湾都市ペリカン・コーブに呼び出される。ジェーンとリズボンは、ヨットの錨に縛られたガルブランドの遺体を発見する。捜査はジムの恋人で精神科医のブルック・ハーパー（リサ・シェリダン）へと繋がるが、ブルックはジムの隠匿財産を狙った詐欺師だったことが判明する。ジェーンはブルックを餌に隠し金へと誘導するが、その過程で別の詐欺師の存在も突き止める。 |               |                                                 |                              |                                |                |           |                       |
| 22 | 22            | "血の結束" "Blood Brothers"                     | ジョン・ポルソン             | エリカ・グリーン・スワフォード | 2009年5月12日  | 3T7822    | 16.21                 |
| チームは、問題を抱えた若者のための野外プログラムであるブライトアーチに招集され、生徒の一人、ジャスティン・プレンティスの死を調査する。ジェーンは気楽な雰囲気の中で生徒たちと話をし、ジャスティンがZクルーの一員だったことを知る。Zクルーは、ザカリアという名の狂気の斧男の物語にちなんで名付けられた秘密組織である。ジェーンは学校の聖なる火でザカリアの復活を演出し、真犯人を暴き出す。 |               |                                                 |                              |                                |                |           |                       |
| 23 | 23            | "レッド・ジョンの足跡" "Red John's Footsteps"   | クリス・ロング               | ブルーノ・ヘラー               | 2009年5月19日  | 3T7821    | 16.82                 |
| 州有地でエマ・プラスケットの遺体が発見され、CBIが捜査に乗り出す。ジェーンは、被害者の足の爪が自分の血で塗られていることに気づき、見上げると空にレッド・ジョンの象徴であるスマイリーフェイスのスカイライティングが浮かんでいる。エマの双子の妹マヤも行方不明で、捜査はプラスケット家から始まる。ジェーンは、この事件が無差別ではなく個人的な理由によるものだと考えるが、リズボンはジェーンをおびき寄せるレッド・ジョンの罠だと疑う。リグスビーとチョウは、スカイライティングの取引をダミー会社の私書箱にたどり、そこから差出人の盲目の女性ロザリンド・ハーカーに行き着く。ロザリンドはレッド・ジョンと関係を持っていたが、彼の外見は感覚的な描写しかできない。彼女の情報から、レッド・ジョンの仲間「デュマール」の存在が明らかになる。農場の手がかりを追うジェーンは、保安官ハーディ（デュマールの正体）に銃で脅されるが、リズボンが救出。しかしレッド・ジョンは逃走する。その後、拘束されたはずのハーディが手錠を外し、リズボンを撃とうとするが、ジェーンに射殺される。                                          |               |                                                 |                              |                                |                |           |                       |

## 国際的な評価
イギリスでは、シーズン1は木曜日の午後9時にFIVEで放送された。シリーズは2009年3月26日から放送され、2009年8月20日に2話連続放送で終了した。全23話の平均視聴者数は284万人で、「レッド・ジョンの影」が最も多く421万人の視聴者を集め、「赤レンガの虚栄」は208万人の視聴者で最低だった。

## DVDの発売
シーズン全23話は、6枚組の「コンプリート・ファーストシーズン」セットに収録された。これはリージョン1では2009年9月22日、リージョン2では2010年3月8日、リージョン4では2009年9月23日に発売された。特典映像として、「Evidence of a Hit Series（ヒットシリーズの証拠）」および「Cracking the Crystal Ball: Mentalist Vs. Psychic（クリスタルボールを割る：メンタリスト対サイキック）」という特集映像が含まれている。「Cracking the Crystal Ball: Mentalist Vs. Psychic」は、CBSテレビジョン向けにDG Entertainmentのマーティン・フィッシャーが製作した。この短編映像では、元FBI捜査官や超心理学者のバリー・E・タフ博士、霊能探偵ジャック・ルークへのインタビューを通じて、法執行機関における霊能者の利用について探っている。その他の出演者として、マーク・ルウェリン、カール・ゾネンバーグ、ジョン・アームストロングがいる。